# Jänisjärvi (sjö i Egentliga Tavastland)
Jänisjärvi är en sjö i Finland. Den ligger i kommunen Tavastehus i landskapet Egentliga Tavastland, i den södra delen av landet, 100 km norr om huvudstaden Helsingfors. Jänisjärvi ligger 127,5 meter över havet. Arean är 1,07 kvadratkilometer och strandlinjen är 6,58 kilometer lång. Sjön  ingår i Kumo älvs huvudavrinningsområde.   I omgivningarna runt Jänisjärvi växer i huvudsak barrskog. Den sträcker sig 1,6 kilometer i nord-sydlig riktning, och 1,8 kilometer i öst-västlig riktning.